# Lituania en el Festival de la Canción de Eurovisión
Lituania ha participado en el Festival de la Canción de Eurovisión desde 1994. El país báltico fue uno de los primeros países de Europa del Este que se unieron al festival después de la disolución de la Unión Soviética y la esfera socialista. Lituania ha concursado un total de 24 ocasiones desde entonces, alcanzando la final en 17 participaciones y ausentándose 6 años del festival, por sus malos resultados. Su mejor resultado histórico lo consiguieron en el año de 2006 con «We are the winners» de LT United quedando en la 6.ª posición con 162 puntos.
En contraste con sus vecinos bálticos, Letonia y Estonia, que ya han logrado la victoria, Lituania no ha tenido mucho éxito en el festival, consiguiendo entrar en el Top 10 de la final en solo 3 ocasiones: 6.º lugar en 2006; 9.º lugar en 2016 y 8.º lugar en 2021. Por otra parte, Lituania se ha posicionado en 7 finales por debajo del lugar 19, incluyendo su debut en último lugar con 0 puntos y además en 2005 también finalizó en último lugar de la semifinal con 17 puntos.
Lituania ha obtenido en promedio 75,28 en sus apariciones en la gran final. Los países que más puntos le han otorgado son sus vecinos bálticos (Letonia y Estonia) junto con países con una gran diáspora lituana: Irlanda, Reino Unido y Noruega, además de su aliado geopolítico Georgia. Lituania es recíproco con sus vecinos y Georgia, siendo de los países a los que más puntos les suele dar, junto con los países con los que compartía el territorio de la Unión Soviética: Rusia y Ucrania.

## Historia

### Década de los 2010's
En los años 2011 y 2012 consiguieron pasar a la final pero, además, dentro del top 5 (en la semifinal del 2011: 5.º con 81 puntos y en la semifinal de 2012: 3.º con 104 puntos). El resultado que consiguieron en la final fue bueno, ya que no acabaron en los 5 últimos puestos como de costumbre siempre terminaba (en la final de 2011: 19.º con 63 puntos y en la final de 2012: 14.º con 70 puntos).
En 2013, Lituania se clasifica a la final con Andrius Pojavis y con "Something" quedando 9.º en la semifinal con 53 puntos y 22.º con 17 puntos en la gran final.
En 2014, no consiguió pasar a la final con Vilija Matačiūnaitė y su tema "Attention" con la posición 11.º y 36 puntos.
En 2015 Lituania logra pasar a la final con Monika y Vaidas, obteniendo el pase a la final, logrando remontar tras haberse quedado en semifinales el año pasado.
Finalmente Monika y Vaidas lograron obtener la decimoctava posición con treinta puntos, logrando la cuarta mejor posición del país en eurovisión.
En 2016, el exparticipante Donny Montell consiguió ganar el Eurovizijos 2016, Final nacional de Lituania, y tras 2012 representar nuevamente a su país con "Ive Been Waiting For This Night" un tema que según las apuestas no lograría siquiera clasificar a la final, pero finalmente entraría a esta e incluso lograría una respetable 9.º posición y 200 puntos, siendo el segundo mejor lugar en la historia para el país báltico solo superado por la 6.º posición de 2006. En 2017 Fusedmarc fueron los representantes de Lituania en Kiev con Rain of Revolution, no clasificando a la final, quedando penúltima en su semifinal. Sería Ieva Zasimauskaitė quién devolviera al país báltico a la final, obteniendo un duodécimo lugar en Lisboa. En 2019 Jurijus se quedó a las puertas de pasar a la final, quedando undécimo con 90 puntos en su semifinal.

### Década de los 2020
En 2020, Lituania partiría como una de las favoritas para el festival de Róterdam con The Roop y su tema On Fire; sin embargo, el festival se canceló por la pandemia mundial del coronavirus. En 2021 The Roop volvieron a ser elegidos teniendo un gran éxito obteniendo el octavo lugar en la final con 220 puntos, siendo la segunda mejor clasificación de Lituania y la mayor cantidad de puntos para el país. En 2022 Lituania fue representada por Monika Liu con un tema, por primera vez desde 1994, interpretado íntegramente en lituano, "Sentimentai". Pese a estar muy mal ubicada en las apuestas, consiguió dar la sorpresa al clasificar a la final y obtener en la misma un respetable decimocuarto lugar con 128 puntos, 93 de ellos del televoto que la ubicó undécima.

## Participaciones
Leyenda
     Ganador
     Segundo puesto
     Tercer puesto
     Cuarto o quinto puesto (Top 5)
     Último puesto
| Año                            | Sede       | Artista                         | Canción                            | Final              | Pts.               | Semifinal               | Pts.                    |
| ------------------------------ | ---------- | ------------------------------- | ---------------------------------- | ------------------ | ------------------ | ----------------------- | ----------------------- |
| 1994                           | Dublín     | Ovidijus Vyšniauskas            | «Lopšinė mylimai»                  | 25                 | 0                  | No hubo semifinales     | No hubo semifinales     |
| No participó entre 1995 y 1998 |            |                                 |                                    |                    |                    |                         |                         |
| 1999                           | Jerusalén  | Aistė Smilgevičiūtė             | «Strazdas»                         | 20                 | 13                 | No hubo semifinales     | No hubo semifinales     |
| No participó en 2000           |            |                                 |                                    |                    |                    |                         |                         |
| 2001                           | Copenhague | SKAMP                           | «You got style»                    | 13                 | 35                 | No hubo semifinales     | No hubo semifinales     |
| 2002                           | Tallin     | Aivaras Stepukonis              | «Happy you»                        | 23                 | 12                 | No hubo semifinales     | No hubo semifinales     |
| No participó en 2003           |            |                                 |                                    |                    |                    |                         |                         |
| 2004                           | Estambul   | Linas & Simona                  | «What's happened to your love?»    | No se clasificó    | No se clasificó    | 16                      | 26                      |
| 2005                           | Kiev       | Laura & The Lovers              | «Little by little»                 | No se clasificó    | No se clasificó    | 25                      | 17                      |
| 2006                           | Atenas     | LT United                       | «We are the winners»               | 6                  | 162                | 5                       | 163                     |
| 2007                           | Helsinki   | 4Fun                            | «Love or leave»                    | 21                 | 28                 | Top 10 del año anterior | Top 10 del año anterior |
| 2008                           | Belgrado   | Jeronimas Milius                | «Nomads in the night»              | No se clasificó    | No se clasificó    | 16                      | 30                      |
| 2009                           | Moscú      | Sasha Son                       | «Love»                             | 23                 | 23                 | 9                       | 66                      |
| 2010                           | Oslo       | InCulto                         | «East European Funk»               | No se clasificó    | No se clasificó    | 12                      | 44                      |
| 2011                           | Düsseldorf | Evelina Sašenko                 | «C'est ma vie»                     | 19                 | 63                 | 5                       | 81                      |
| 2012                           | Bakú       | Donny Montell                   | «Love is blind»                    | 14                 | 70                 | 3                       | 104                     |
| 2013                           | Malmö      | Andrius Pojavis                 | «Something»                        | 22                 | 17                 | 9                       | 53                      |
| 2014                           | Copenhague | Vilija                          | «Attention»                        | No se clasificó    | No se clasificó    | 11                      | 36                      |
| 2015                           | Viena      | Monika Linkyté y Vaidas Baumila | «This time»                        | 18                 | 30                 | 7                       | 67                      |
| 2016                           | Estocolmo  | Donny Montell                   | «I've been waiting for this night» | 9                  | 200                | 4                       | 222                     |
| 2017                           | Kiev       | Fusedmarc                       | «Rain of revolution»               | No se clasificó    | No se clasificó    | 17                      | 42                      |
| 2018                           | Lisboa     | Ieva Zasimauskaitė              | «When we're old»                   | 12                 | 181                | 9                       | 119                     |
| 2019                           | Tel Aviv   | Jurij Veklenko                  | «Run with the lions»               | No se clasificó    | No se clasificó    | 11                      | 93                      |
| 2020                           | Róterdam   | The Roop                        | «On fire»                          | Festival cancelado | Festival cancelado | Festival cancelado      | Festival cancelado      |
| 2021                           | Róterdam   | The Roop                        | «Discoteque»                       | 8                  | 220                | 4                       | 203                     |
| 2022                           | Turín      | Monika Liu                      | «Sentimentai»                      | 14                 | 128                | 7                       | 159                     |
| 2023                           | Liverpool  | Monika Linkytė                  | «Stay»                             | 11                 | 127                | 4                       | 110                     |
| 2024                           | Malmö      | Silvester Belt                  | «Luktelk»                          | 14                 | 90                 | 4                       | 119                     |
| 2025                           | Basilea    | Katarsis                        | «Tavo akys»                        | 16                 | 96                 | 6                       | 103                     |

## Votación de Lituania
Hasta 2025, la votación de Lituania ha sido:
| Más puntos otorgados solo en la gran final | Más puntos otorgados solo en la gran final | Más puntos otorgados solo en la gran final |
| Pos.                                       | País                                       | Puntos                                     |
| ------------------------------------------ | ------------------------------------------ | ------------------------------------------ |
| 1                                          | Ucrania                                    | 165                                        |
| 2                                          | Suecia                                     | 142                                        |
| 3                                          | Rusia                                      | 129                                        |
| 4                                          | Letonia                                    | 119                                        |
| 5                                          | Estonia                                    | 113                                        |

| Más puntos otorgados en semifinales y final | Más puntos otorgados en semifinales y final | Más puntos otorgados en semifinales y final |
| Pos.                                        | País                                        | Puntos                                      |
| ------------------------------------------- | ------------------------------------------- | ------------------------------------------- |
| 1                                           | Ucrania                                     | 297                                         |
| 2                                           | Letonia                                     | 241                                         |
| 3                                           | Suecia                                      | 196                                         |
| 4                                           | Estonia                                     | 192                                         |
| 5                                           | Rusia                                       | 178                                         |

| Más puntos recibidos solo en la final | Más puntos recibidos solo en la final | Más puntos recibidos solo en la final |
| Pos.                                  | País                                  | Puntos                                |
| ------------------------------------- | ------------------------------------- | ------------------------------------- |
| 1                                     | Letonia                               | 161                                   |
| 2                                     | Irlanda                               | 131                                   |
| 3                                     | Reino Unido                           | 125                                   |
| 4                                     | Estonia                               | 85                                    |
| 5                                     | Ucrania                               | 81                                    |
| 5                                     | Georgia                               | 81                                    |

| Más puntos recibidos en semifinales y final | Más puntos recibidos en semifinales y final | Más puntos recibidos en semifinales y final |
| Pos.                                        | País                                        | Puntos                                      |
| ------------------------------------------- | ------------------------------------------- | ------------------------------------------- |
| 1                                           | Irlanda                                     | 283                                         |
| 2                                           | Letonia                                     | 277                                         |
| 3                                           | Reino Unido                                 | 274                                         |
| 4                                           | Noruega                                     | 194                                         |
| 5                                           | Ucrania                                     | 162                                         |

## 12 puntos
- Lituania ha dado 12 puntos a:

### Final (1994 - 2003)
| Año                            | País    |
| ------------------------------ | ------- |
| 1994                           | Polonia |
| No participó entre 1995 y 1998 |         |
| 1999                           | Irlanda |
| No participó en 2000           |         |
| 2001                           | Estonia |
| 2002                           | Letonia |
| No participó en 2003           |         |

| Año  | País    | Año  | País        |
| ---- | ------- | ---- | ----------- |
| 2004 | Ucrania | 2010 | Georgia     |
| 2005 | Letonia | 2011 | Georgia     |
| 2006 | Rusia   | 2012 | Georgia     |
| 2007 | Letonia | 2013 | Ucrania     |
| 2008 | Letonia | 2014 | Bielorrusia |
| 2009 | Noruega | 2015 | Letonia     |

| Año  | Jurado       | Televoto | Conjunto |
| ---- | ------------ | -------- | -------- |
| 2016 | Australia    | Letonia  | Letonia  |
| 2017 | Noruega      | Estonia  | Bulgaria |
| 2018 | Irlanda      | Estonia  | Austria  |
| 2019 | Países Bajos | Letonia  | Letonia  |
| 2021 | Ucrania      | Ucrania  | Ucrania  |
| 2022 | Ucrania      | Ucrania  | Ucrania  |
| 2023 | Sin jurado   | Polonia  | Polonia  |
| 2024 | Sin jurado   | Ucrania  | Ucrania  |
| 2025 | Sin jurado   | Letonia  | Letonia  |

| Año  | País    | Año  | País         |
| ---- | ------- | ---- | ------------ |
| 2004 | Ucrania | 2010 | Georgia      |
| 2005 | Letonia | 2011 | Georgia      |
| 2006 | Rusia   | 2012 | Azerbaiyán   |
| 2007 | Georgia | 2013 | Azerbaiyán   |
| 2008 | Rusia   | 2014 | Países Bajos |
| 2009 | Noruega | 2015 | Letonia      |

| Año  | Jurado       | Televoto  | Conjunto        |
| ---- | ------------ | --------- | --------------- |
| 2016 | Australia    | Letonia   | Letonia         |
| 2017 | Portugal     | Portugal  | Portugal        |
| 2018 | Austria      | Estonia   | Francia         |
| 2019 | Países Bajos | Rusia     | Países Bajos    |
| 2021 | Ucrania      | Ucrania   | Ucrania         |
| 2022 | Ucrania      | Ucrania   | Ucrania         |
| 2023 | Suecia       | Finlandia | Suecia          |
| 2024 | Suiza        | Ucrania   | Suiza / Croacia |
| 2025 | Letonia      | Letonia   | Letonia         |

## Galería de imágenes
|                                   |
| Linas & Simona en Estanbul (2004) |

|                         |
| 4Fun en Helsinki (2007) |

|                                     |
| Jeronimas Milius en Belgrade (2008) |

|                           |
| Sasha Son en Moscú (2009) |

|                        |
| InCulto en Oslo (2010) |

|                                 |
| Andrius Pojavis en Malmö (2013) |

|                                          |
| Vilija Matačiūnaitė en Copenhagen (2014) |

|                                                  |
| Monika Linkytė & Vaidas Baumila en Vienna (2015) |

|                                   |
| Donny Montell en Estocolmo (2016) |

|                          |
| Fusedmarc en Kiev (2017) |

|                                      |
| Ieva Zasimauskaitė en Lisboa] (2018) |

|                                     |
| Jurijus Veklenko en Tel Aviv (2019) |

|                              |
| The Roop en Rotterdam (2021) |

|                            |
| Monika Liu en Turín (2012) |

|                                    |
| Monika Linkytė en Liverpool (2023) |

|                                |
| Silvester Belt en Malmö (2024) |

- Datos: Q660460
- Multimedia: Lithuania in the Eurovision Song Contest / Q660460